# プロ野球チームをつくろう!ONLINE 2
『プロ野球チームをつくろう!ONLINE 2』は、セガゲームスが運営していた、インターネット経由で対戦可能な野球オンラインゲームである。また『プロ野球チームをつくろう!シリーズ』初のPC向けゲームである。公式サイトでの略称は『野球つくONLINE 2』。また本作は『プロ野球チームをつくろう!ONLINE』のバージョンアップ時に『プロ野球チームをつくろう!ONLINE2』に名称変更したためシステム自体は『野球つくONLINE 2』と変わらない。

## 概要
2007年8月に 『プロ野球チームをつくろう!ONLINE』のサービスを開始後、2008年5月27日の「'08 Update」を行いゲームタイトルを『プロ野球チームをつくろう!ONLINE 2』に改めた。
前作と比較しての最も大きな変更点として基本料金を無料化したことが挙げられる。前作で有料会員の証として販売されていたオーナーズライセンスを廃止し、基本的に無料でのユーザー登録・ゲームに参加してのプレイが出来る状態にした上で様々な特典を受けられるプラチナチケット（月額税込980円）の販売を開始した。
また、ゲーム内でのコイン（YC）を現実世界での現金で購入したユーザーには無償での購入特典が贈られる・ゲーム内アイテムが抽選で当たるなど無料登録ユーザーより様々な面で有利となる特典があるが、ゲーム進行そのものは無料のままで問題なく続けられる。
現在ではYTO（プロ野球チームをつくろう!ONLINE）IDの他にもYahoo! JAPAN ID・ハンゲームIDでもプレイが可能である（ハンゲームIDでプレイする場合は専用サイトからログインする必要がある）。
2016年7月29日の14:00を以って、サービスが終了した。

## ゲームシステム
他のプロ野球チームをつくろう!シリーズと異なり、選手には年俸の代わりにコストが存在する。コストの上限は自分の所属するリーグに応じて変動し、日付が経過すると増加し、1サイクルの終了で元に戻る。選手の獲得にはポイントが必要で、試合を行ったり、ログインすることなどで得られる。破産によるゲームオーバーはない。
試合はDHあり、延長戦は12回まで行われる。

### 公式戦
公式戦は自動進行で6:00から22:30まで90分ごとに行われる。プレイヤーは試合までに選手のオーダーやスキル設定などの作戦を決めて試合の準備をする。試合中に選手・監督は操作できず、結果を確認して作戦を考える必要がある。
選手カードなどの契約期間に関係する1サイクルは3回のペナントと「ワールドトーナメント」によって構成される。1回のペナントで15チームと8回の総当たり戦を10日間で行い、各リーグの上位4チームが「チャンピオンズトーナメント」と呼ばれるノックアウト形式のトーナメント戦に参加する。これを3ペナント繰り返し、最後にスイス式トーナメントで上位8名を選抜し、決勝トーナメントをノックアウト形式で行うワールドトーナメントを行い、1サイクルが終了する。
所属するリーグの結果に応じて次回ペナントの所属リーグが変動する。リーグには
- プレミアリーグ
- メジャーリーグ（11位以下がマイナーリーグ降格）
- マイナーリーグ（4位以上がメジャーリーグ昇格、13位以下がルーキーリーグ降格）
- ルーキーリーグ（6位以上がマイナーリーグ昇格）
- ビギナーリーグ（チーム作成直後のみ所属。リーグ終了後に全チームルーキーリーグに移動）

以上5つのリーグが用意されており、第2ペナントのメジャーリーグで優勝すると、第3ペナント限定のプレミアリーグに所属する。

### オープン戦
オープン戦には以下のモードがある。結果によってはポイントやスキルブロック、カードなどがもらえる試合もある。
- オープン戦

プレイヤー同士が対戦する。プラチナ・無料会員別のルームもある。
- NPC戦

プロ野球12球団や誕生日、出身地など特定の条件を満たす選手で構成されたチームと対戦できる。
- 大会
  - 運営大会

定期的に行われる大会。
  - 全国大会

チーム作成時に選んだ所属都道府県から勝ち上がって全国制覇を目指す。
  - ファン球団大会

チーム作成時に決定したファン球団ごとに予選を行い、各球団代表がリーグごとに代表トーナメントを行う。両リーグの優勝チームが4勝先取制の決勝を行う。優勝チームと同じファン球団のチームにもカードが送られる。

### ショップ

#### 選手カード
選手はトレーディングカードのカードとして販売される。選手カードは主にショップでポイントを使用して購入できる。
ショップでは
- 投手・野手がランダムで出現するランダムパック
- 投手のみが出現する投手パック
- 野手のみが出現する野手パック

この3パックは必ず登場し、それぞれ1日10枚まで購入できる。
このほかにも
- 日替わりパック（先発投手・リリーフ投手、内野手・外野手の細かい分類のパック）
- 日替わりボックス（8枚分の値段で10枚入手できるボックス）

が用意されているが、日替わりボックスは購入できない日もある。
選手カードの中にはレアカード（実績のある選手のカード。各チーム1枚ずつ用意されている）やレジェンドカード（OB選手のカード）もある（レアカードを2枚以上あるいはレジェンドカードを試合で使用するには金銭を支払って手に入るアイテムが必要）。
有料会員、もしくはアイテムを購入したプレイヤー同士で選手カードのトレードができる。また、ポスティングシステムによって高コストの選手カード（またはレアカード）を手に入れることも可能。ただし、最も高い金額で入札したチームに交渉権が与えられる実際のポスティングシステムとは違い、口数に応じたポイントを支払い抽選に当選したプレイヤーが選手を獲得できる。落選した場合にもポイントは返還されない。
選手カードは2サイクルが過ぎると契約切れとなりカードリストから除外され、選手アルバムに登録される。この契約期間は特定のアイテムを使うことで1回だけ1サイクル延長できる。重複する選手を引いた場合、調子が上がる特典があるが、契約期間は延長されない。
選手の能力は他のやきゅつくシリーズと比較して簡略化されており、野手は巧打力、長打力、走力、バント、守備力、精神力（最大99）及び各守備位置（外野は外野全体で1ポジション）のレベル（S,A,B,C,D,Eの6レベル）、投手は体力、球威、球速、変化球、制球力、精神力（最大99）及び各変化球（5方向、1方向につき最大2球種）のレベル（S,A,B,C,D,E,Fの7レベル）で表現される。これらのパラメータはおよびコストは年に数回、アップデートで更新される。アップデートまでに引いた引退選手およびNPB球団から退団した選手は契約終了まで使用可能。

##### 選手オーダー
入手した選手を「選手オーダー」モードで登録することにより試合に出場させることができる。野手はスターティングオーダー9人と控え選手5人、投手は先発投手5人、中継ぎ投手4人、セットアッパー1人、抑え投手1人を設定する。外国人枠が存在し、実際のプロ野球で外国人登録となる選手は合計4人以下にする必要があり、4人メンバーに入れる場合は野手4人または投手4人の組み合わせはできない。
先発投手はローテーションが設定されており、ローテーションの順番を変更できない。また、一度登録抹消した場合、一定時間経過しないと再び先発として起用できない。
野手には適正打順、投手には適正役割が設定されており、適正に合わないポジションを任せることもできるが、戦力分析値と呼ばれる打線のつながりが悪くなったり、バッテリーの相性が悪くなるなどして調子が下がってしまうこともある。後述するスキルパターンがそろっている、年齢が近い、出身地が同じであるなどの条件をそろえると戦力分析値が高くなり、調子が上がることもある。

#### スキルブロック
このゲームでは選手の能力上昇させる方法として「スキル」が実装されている。スキルは「スキルブロック」と呼ばれる有向テトロミノを、各選手に定められた4×4の16ブロックからなる枠に敷き詰めることで効果を発揮する。
スキルは最大4つまで設定できる。スキルブロックはスキルショップでポイントを消費することにより購入するほか、運営大会・全国大会で優勝する・課金サービスのルーレットやスクラッチで入手する場合がある。決定ボタンをクリックするまでは取り消しできるが、一度セットされたスキルを除去する場合は削除するしかなく、ストックに戻すことはできない。契約満了によりカードが削除され、再入手した場合はスキルブロックは消滅している。
スキルショップにも
- 投手・野手スキルブロックがランダムで出現するランダムスキルパック
- 投手スキルブロックのみが出現する投手スキルパック
- 野手スキルブロックのみが出現する野手スキルパック
- 日替わりスキルパック（長打力スキル・バントスキル、変化球スキル・球威スキルなど細かい分類のパック）
- 日替わりスキルボックス（8枚分の値段で10枚入手できるボックス。購入できない日もある）

が用意されており、それぞれ1日10枚まで購入できる。精神力のスキルブロックは投手・野手共通である。
スキルブロックの形状は各スキルによって異なり、回転・反転はできないが、オプションサービスに料金を支払うことで自由に変形させられる。
レアカード及びレジェンドカードでは4×4の16ブロックが最初から全て使用できるが、普通のカードの選手は初期状態では12ブロックしか使用できず、試合に起用するかオプションサービスに料金を支払うことで開放しないと全てのスペースを使用できない。この開放状況は再入手後も引き継がれる。
使用可能な12ブロックは5パターン存在し、選手により異なる。このパターンは選手の相性にも関係し、同じパターンの選手は相性が良い。
不要なスキルブロック同士を合成して新しいスキルブロックを生成できる（ランクに応じたポイントが必要。一部合成に使えないスキルブロックもある）。Dランクのスキルブロック同士を合成する場合以外はプラチナ会員になるか合成できるようになる課金アイテムを購入する必要がある。
スキルブロックにはランク分けがされており、DからSSまでのランクが存在する。Dランクでは1ポイントしか上昇しないが、Sランクでは合計5ポイント以上上昇する。また、レアカードにスキルを設定した場合、付与されるポイントが通常の2倍になる。

#### サブカード
試合を有利に進めるサブカードが販売されており、ポイントで購入できるほか、有料サービスのルーレット・スクラッチを使用した場合に入手することがある。試合カード、サポートカードがあり、無料会員はそれぞれ1日5枚まで、プラチナ会員はそれぞれ1日10枚まで購入できる。

##### 試合カード
1試合につき1枚設定できるカード。使用することで上位のチームと対戦するときに選手の能力を上昇させたり、特定の状況で効果が発動したりする。有効期間は1試合のみ。

##### サポートカード
チーム全体が対象となるカードと選手個人が対象になるカードがある。チーム全体用のカードでは試合によるポイントの獲得数を変動させたり、若手、ベテランなどの調子を上昇させる効果のあるカードなどが用意されている。選手個人用のカードでは選手個人の調子や能力を上昇させることができる。効果はそれぞれ2日間。チーム全体用は1枚、個人用は3人まで同時に使用でき、さらにオプションサービスに料金を支払うことにより、個人用の使用枠を最大3つ増やせる。

### チームカラー
特定の満たした選手を集めることにより、そのチームの特徴が「チームカラー」として設定できる。チームカラーは無料会員で1つ、プラチナ会員で2つ設定でき、さらにオプションサービスに料金を支払うことにより、最大2つ増やせる。

### 監督カード
監督の方針を設定することで、チームの采配に影響を与えることができる。また、ペナントで条件を満たすと次のペナントから使用できる監督カードを1枚設定できる。監督カードはNPB12球団の監督がカード化されており、采配の特徴が記されているほか、条件に合った選手の調子や戦力分析値に影響を与える場合がある。

### 留学
選手を10日間、もしくは20日間ほかのリーグに留学させることにより、能力を強化できる。選手は25歳以下か35歳以上・コスト5以下などの条件を満たす必要がある。留学費用はポイントで支払うが、オプションサービスに料金を支払うことにより、年齢制限の解除および留学期間の短縮が行える。